# Dicranomyia weschei
Dicranomyia weschei là một loài ruồi trong họ Limoniidae. Chúng phân bố ở miền Australasia.